# Alfred von Kropatschek

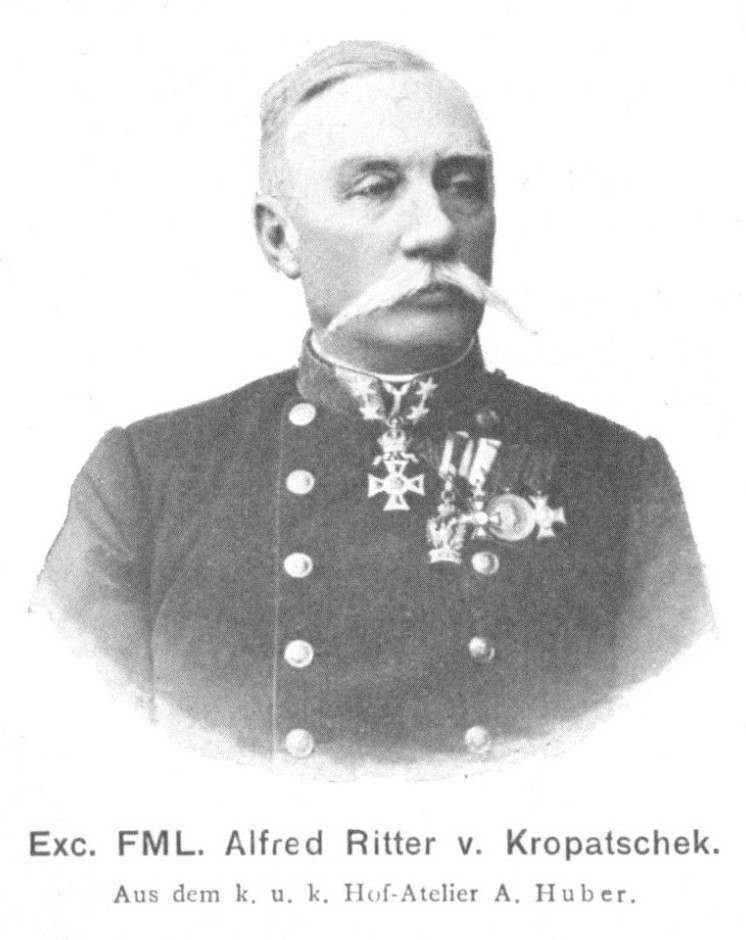
Imagem de Alfred von Kropatschek.

Alfred Ritter von Kropatschek (Bielitz, Schlesien (Silésia Austríaca, hoje sudoeste da Polónia), 30 de Janeiro de 1838 — Lovran (Ístria, hoje Croácia), 2 de Maio de 1911) foi um general do Exército Austro-Húngaro e inventor de armas de fogo, que se notabilizou no último quartel do século XIX pela concepção de carabinas e espingardas de guerra de grande robustez, fiabilidade e versatilidade de uso. Desenhou uma espingarda de infantaria para uso das forças coloniais portuguesas (a Kropatschek m/1886/89) que foi determinante no sucesso das Campanhas de Conquista e Pacificação e na consequente consolidação da presença portuguesa em Moçambique e em Angola.

## Biografia
Oficial de artilharia no Exército Austro-Húngaro, onde atingiu o cargo de Inspector-Geral da Artilharia (Generalinspektor der Artillerie), dedicou-se à concepção e teste de armas de fogo ligeiras, matéria em que se tornou um dos principais especialistas europeus. Concebia e projectava armas para serem produzidas e testadas pela Fábrica de Armamentos Steyr (Waffenfabrik Steyr), de Steyr, Áustria, uma unidade fabril pertencente à Österreichische Waffenfabrik-Gesellschaft (OE.W.F.G.). As armas por ele desenhadas foram utilizadas pelos exércitos do Império Austro-Húngaro e de diversos outros estados, com destaque para Portugal.
As espingardas e carabinas que concebeu tinham carregador tubular localizado sob o cano, num arranjo similar ao das espingardas Winchester. O elevador da munição era o ponto chave das armas projectadas por Kropatschek. A sua arma mais famosa foi o revólver Gasser-Kropatschek M1876, usado pelos oficiais austro-húngaros durante várias décadas.
Um dos projectos de Kropatschek foi vendido à Marinha Francesa, que depois o cedeu ao Exército Francês que adoptou o modelo como base para o desenvolvimento da espingarda Lebel, uma das suas armas padrão mais produzidas e prolíficas, que serviria como arma da infantaria de combate francesa no período de 1886 até à Primeira Guerra Mundial. Em consequência desta adopção pela França, houve mais balas disparadas por armas Kropatschek contra soldados austríacos do que disparadas por soldados austríacos.
Kropatschek foi contemporâneo de Ferdinand Mannlicher na sua ligação com a empresa de munições de Steyr, mas adoptaram soluções técnicas diferenciadas, divergentes em matéria de elevadores e de culatras. Enquanto as armas Steyr Kropatschek utilizavam um carregador tubular, as armas Steyr Mannlicher utilizavam um carregador em forma de caixa. Os factores limitantes na utilização de carregadores tubulares eram: (1) o risco da ponta da bala percutir acidentalmente a espoleta da munição que a precede no tubo; (2) a limitação da capacidade de armazenamento em armas curtas como as carabinas. A essas limitações acresce a vantagem que os carregadores não tubulares oferecem na rapidez de recarga através da inserção de munições pré-montadas em pente ou em fita.

## Obras publicadas
- Die Umgestaltung der K. K. österreichischen Gewehre in Hinterlader, 1867;
- Automatischer Tempierschlüssel, 1893.

## Armas projectadas

### Áustria-Hungria
- Model 1881 Gendarmarie Carbine (carabina, também conhecida como "M1874/81")
- M 1881 protótipos de espingardas

### França
- Modéle 1878 (Fusil de Marine Mle 1878)
- Modéle 1884 (Fusil d'Infanterie Mle 1884)
- Modéle 1885 (Fusil d'Infanterie Mle 1885)

### Portugal
- Modelo 1886 (Espingarda de Infantaria 8 mm m/1886)
- Modelo 1886/1889 (Espingarda de Infantaria 8 mm m/1886/1889, para uso pelo Exército Colonial, equipada com protector de calor)
- Modelo 1886 (Carabina de Caçadores 8 mm m/1886)
- Modelo 1886 (Carabina de Cavalaria 8 mm m/1886)